# Miss Hongdangmu
Miss Hongdangmu (미쓰 홍당무?, Misseu HongdangmuLR), noto anche con il titolo internazionale Crush and Blush, è un film del 2008 co-scritto e diretto da Lee Kyoung-mi.

## Trama
Yang Mi-sook è l'insegnante meno amata dell'istituto in cui lavora; estremamente timida, e con l'imbarazzante problema di arrossire continuamente, è innamorata da oltre dieci anni del collega Seo Jong-cheol, divorziato e con una figlia. Quando capisce che Jong-cheol si sta innamorando di un'altra insegnante, l'avvenente Lee Yoo-ri, decide di impedire a tutti i costi che i due si mettano insieme, sfruttando anche l'aiuto della figlia di Jong-cheol.

## Distribuzione
In Corea del Sud la pellicola è stata distribuita dalla Vantage Holdings, a partire dal 16 ottobre 2008.